# Auguste Hilarion de Kératry

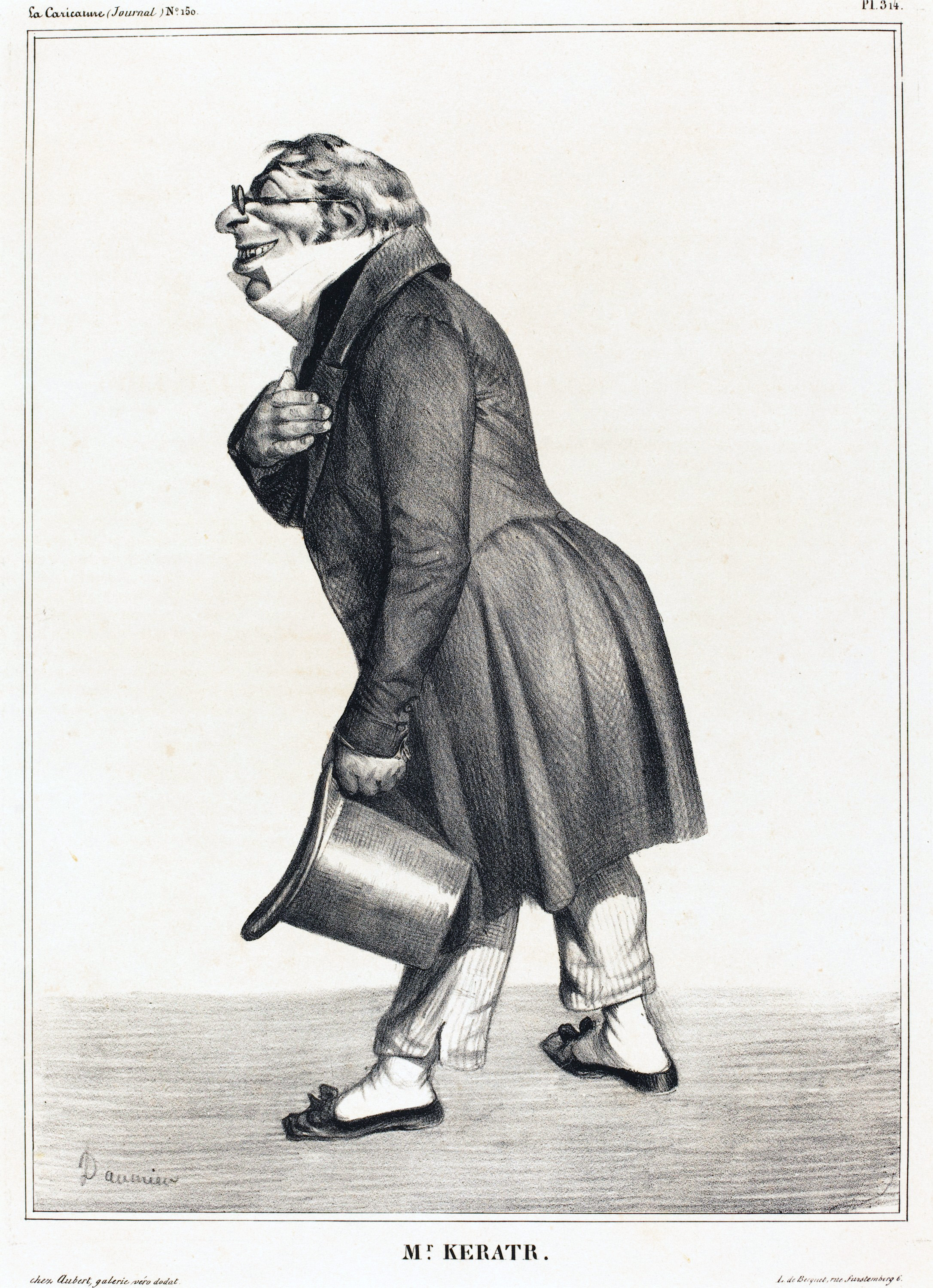
Karikatyr, Honoré Daumier, 1833.

Auguste Hilarion de Kératry, född 28 december 1769, död 7 november 1859, var en fransk greve, politiker och författare. Han var far till Émile de Kératry.
Under revolutions- och napoleontiden var Kératry främst verksam som författare. 1818 blev han medlem av deputerande kammaren, där han tillhörde den liberala oppositionen. Han tog aktivt del i julirevolutionen 1830 och blev statsråd samt utsågs 1837 till pär. Vid statskuppen 1851 arresterades han. Efter sin frigivning drog han sig tillbaka från offentligheten.